# Biograph (album)
Pour les articles homonymes, voir Biograph.
Albums de Bob Dylan
Empire Burlesque
(1985) Knocked Out Loaded
(1986)
Biograph est un coffret de Bob Dylan sorti en 1985. Composé de 53 titres, il est édité au format 33 tours (cinq disques) et CD (trois disques).

## Titres
Toutes les chansons sont écrites et composées par Bob Dylan, sauf Baby, Let Me Follow You Down, écrite par Reverend Gary Davis, Dave Van Ronk et Eric Von Schmidt.
| 1.  | Lay Lady Lay                                               | Nashville Skyline (1969)             | 3:18 |
| 2.  | Baby, Let Me Follow You Down (en)                          | Bob Dylan (1962)                     | 2:34 |
| 3.  | If Not for You                                             | New Morning (1970)                   | 2:42 |
| 4.  | I'll Be Your Baby Tonight                                  | John Wesley Harding (1967)           | 2:38 |
| 5.  | I'll Keep It with Mine (en)                                | inédit (1965)                        | 3:45 |
| 6.  | The Times They Are a-Changin'                              | The Times They Are a-Changin' (1964) | 3:13 |
| 7.  | Blowin' in the Wind                                        | The Freewheelin' Bob Dylan (1963)    | 2:47 |
| 8.  | Masters of War                                             | The Freewheelin' Bob Dylan (1963)    | 4:32 |
| 9.  | The Lonesome Death of Hattie Carroll                       | The Times They Are A-Changin' (1964) | 5:46 |
| 10. | Percy's Song (en)                                          | inédit (1963)                        | 7:42 |
| 11. | Mixed-Up Confusion (en)                                    | single (1962)                        | 2:28 |
| 12. | Tombstone Blues                                            | Highway 61 Revisited (1965)          | 5:57 |
| 13. | The Groom's Still Waiting at the Altar (en)                | face B (1981)                        | 4:04 |
| 14. | Most Likely You Go Your Way (And I'll Go Mine) (en)        | Before the Flood (1974)              | 3:29 |
| 15. | Like a Rolling Stone                                       | Highway 61 Revisited (1965)          | 6:09 |
| 16. | Lay Down Your Weary Tune (en)                              | inédit (1963)                        | 4:36 |
| 17. | Subterranean Homesick Blues                                | Bringing It All Back Home (1965)     | 2:20 |
| 18. | I Don't Believe You (She Acts Like We Never Have Met) (en) | version en concert inédite (1966)    | 5:18 |

Toutes les chansons sont écrites et composées par Bob Dylan, sauf Isis, coécrite avec Jacques Lévy.
| 1.  | Visions of Johanna                    | version en concert inédite (1966) | 7:33 |
| 2.  | Every Grain of Sand (en)              | Shot of Love (1981)               | 6:15 |
| 3.  | Quinn the Eskimo (The Mighty Quinn)   | version inédite (1967)            | 2:20 |
| 4.  | Mr. Tambourine Man                    | Bringing It All Back Home (1965)  | 5:29 |
| 5.  | Dear Landlord (en)                    | John Wesley Harding (1967)        | 3:16 |
| 6.  | It Ain't Me, Babe                     | Another Side of Bob Dylan (1964)  | 3:34 |
| 7.  | You Angel You                         | Planet Waves (1974)               | 2:54 |
| 8.  | Million Dollar Bash                   | The Basement Tapes (1975)         | 2:33 |
| 9.  | To Ramona (en)                        | Another Side of Bob Dylan (1964)  | 3:54 |
| 10. | You're a Big Girl Now (en)            | version originale (1974)          | 4:23 |
| 11. | Abandoned Love (en)                   | inédit (1975)                     | 4:29 |
| 12. | Tangled Up in Blue                    | Blood on the Tracks (1975)        | 5:45 |
| 13. | It's All Over Now, Baby Blue          | version en concert inédite (1966) | 5:40 |
| 14. | Can You Please Crawl Out Your Window? | single (1965)                     | 3:34 |
| 15. | Positively 4th Street                 | single (1965)                     | 3:54 |
| 16. | Isis (en)                             | version en concert inédite (1975) | 5:21 |
| 17. | Jet Pilot                             | inédit (1965)                     | 0:49 |

Toutes les chansons sont écrites et composées par Bob Dylan, sauf Romance in Durango, coécrite avec Jacques Lévy.
| 1.  | Caribbean Wind                     | inédit (1981)                        | 5:54 |
| 2.  | Up to Me                           | inédit (1974)                        | 6:18 |
| 3.  | Baby, I'm in the Mood for You      | inédit (1962)                        | 2:56 |
| 4.  | I Wanna Be Your Lover              | inédit (1965)                        | 3:27 |
| 5.  | I Want You                         | Blonde on Blonde (1966)              | 3:07 |
| 6.  | Heart of Mine (en)                 | version en concert inédite (1981)    | 3:43 |
| 7.  | On a Night Like This (en)          | Planet Waves (1974)                  | 2:58 |
| 8.  | Just Like a Woman                  | Blonde on Blonde (1966)              | 4:55 |
| 9.  | Romance in Durango (en)            | version en concert inédite (1975)    | 4:39 |
| 10. | Senor (Tales of Yankee Power) (en) | Street-Legal (1978)                  | 5:41 |
| 11. | Gotta Serve Somebody               | Slow Train Coming (1979)             | 5:25 |
| 12. | I Believe in You                   | Slow Train Coming (1979)             | 5:10 |
| 13. | Time Passes Slowly                 | New Morning (1970)                   | 2:36 |
| 14. | I Shall Be Released                | Greatest Hits Vol. 2 (1971)          | 3:04 |
| 15. | Knockin' on Heaven's Door          | Pat Garrett and Billy the Kid (1973) | 2:30 |
| 16. | All Along the Watchtower           | Before the Flood (1974)              | 3:04 |
| 17. | Solid Rock                         | Saved (1980)                         | 3:58 |
| 18. | Forever Young                      | démo inédite (1973)                  | 2:02 |